# ハイコンプリートモデル
ハイコンプリートモデル（High Complete Model）は、1980年代中盤にバンダイより発売されていた、1/144スケールのプラスチック製アクションフィギュア。略してハイコン、H.C.M.とも呼ばれる。

## 概要
タカラのデュアルモデルシリーズと同様のコンセプトで、プラモデルの精度と、玩具の持つ完成度を併せ持ったアイテムとして発売された。手ごろな価格でコレクションし易く、プラモデルを敬遠していたファンにも優しく、プロモデラーにとっても遊べる玩具として人気を博した。パッケージには工業製品風のロボット二面図（前面・背面）が描かれ、メカ設定を記したマニュアルカードが付属していた。
ガンプラのモビルスーツバリエーション (MSV) の人気モデルから始まり、『戦闘メカ ザブングル』『重戦機エルガイム』『機動戦士Ζガンダム』といったサンライズ系作品のロボットをラインナップ。さらにサンライズ作品の原点である『勇者ライディーン』や、タカトクトイスの倒産により商品化権を取得した『超時空要塞マクロス』もシリーズに加えた。
2006年に一部製品が再生産された際、色替えではあるがガンダムMk-II（ティターンズカラー）、ハイザック（連邦カラー）が新製品として販売された。

## 商品一覧

### 通常版
1. 1/144 FA-78-1 ガンダム フルアーマータイプ
2. 1/144 MS-06R 06RザクII
3. 1/144 FAM-RV-S1 RVバイファム
4. 1/144 FAM-RV-5 RVネオファム
5. 1/144 YMS-09 プロトタイプ・ドム
6. 1/144 MS-14C ゲルググキャノン
7. 1/144 LM-MK-1 エルガイム
8. 1/144 FAM-RV-S1 RVバイファムwithスリングパニアー
9. 1/144 FAM-RV-5 RVネオファムwithスリングパニアー
10. 1/144 ACL-HM-A オージェ
11. 1/144 HM-LM-MK-1 エルガイム - スーパーハイコンプリートモデル
12. 1/144 W.M ウォーカー・ギャリア
13. 1/144 MS-06R-2 ジョニー・ライデン ザクII
14. 1/144 エルガイムマークII
15. 1/144 RX-178 ガンダムマークII
16. 1/300 RD-GB1 勇者ライディーン
17. 1/72 VF-1S バトロイド・バルキリー
18. 1/144 RMS-106 ハイザック
19. 1/144 RMS-099 リックディアス
20. 1/72 VF-1J バトロイド・バルキリー
21. 1/72 VF-1A バトロイド・バルキリー
22. 1/144 MSZ-006 ゼータガンダム
23. 1/144 MSN-00100 百式 - B-CLUBよりレジンキャスト製の頭部と肩パーツをセットした量産型百式改も発売
24. 1/144 MSZ-010 ダブルゼータガンダム
25. 1/144 RX-93 ニューガンダム
26. 1/144 RX-178 ガンダムMk-II（ティターンズカラー）
27. 1/144 RMS-106 ハイザック（連邦カラー）

### オプション
- P1 1/144 FAM-SP-1 スリングパニアー（バイファム）
- P2 1/144 FAM-SP-5 スリングパニアー（ネオファム）